# چابکی گربه

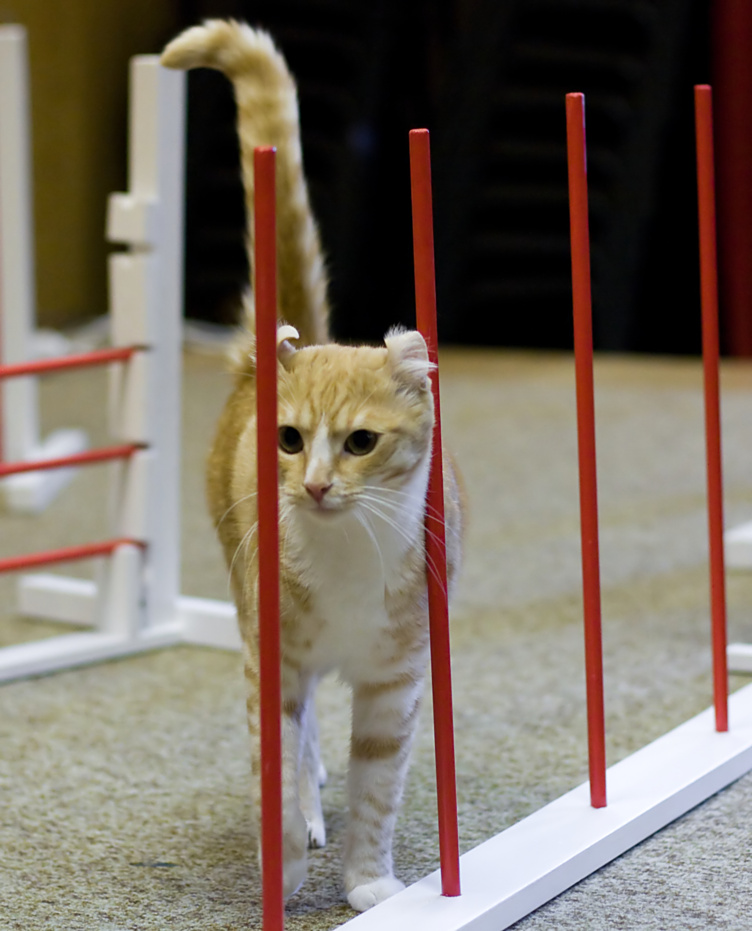
یک کرل آمریکایی در حال اجرای چابکی گربه

چابکی گربه (به انگلیسی: Cat agility) ورزشی است که در آن گربه‌های آموزش‌دیده توسط نگهبانانشان در دوره‌های زمان‌بندی‌شده با موانع اغوا می‌شوند.